# Rolando Valdés (Bandleader)
Rolando Valdés (* 6. November 1923 in Havanna; † 12. Dezember 2015) war ein kubanischer Bandleader.
Valdés gründete 1953 das Orquesta Sensación, das in den Folgejahren eines der erfolgreichsten Orchester Kubas wurde, und mit dem Sänger wie Alfonsín Quintana, Cheo Junco, Gerardo Pedroso, Celio González, Luis Donald, Mario Varona, der „Caruso del Son“, Abelardo Barroso, Miguelito Cuní und Celia Cruz auftraten. 1957 gewann das Orchester eine Goldene Schallplatte. In den 1970er Jahren kam Valdés nach New York und gründete dort ein Salsaorchester.